# سنت آنتونی، شهرستان استیرنز، مینه‌سوتا
{{Infobox settlement

|image_map=MNMap-doton-St. Anthony (Stearns County).png
|mapsize=
|map_caption=Location of the city of St. Anthony
within Stearns County, Minnesota
|image_map1=
|mapsize1=
|map_caption1=
|population_as_of=سرشماری ۲۰۱۰ ایالات متحده امریکا
|population_est=86
|pop_est_as_of=2012
|population_footnotes=
|population_total=86
|population_density_km2=67.7
|population_density_sq_mi=175.5
|unit_pref=Imperial
|area_footnotes=
|area_magnitude=
|area_total_km2=1.27
|area_land_km2=1.27
|area_water_km2=0
|area_total_sq_mi=0.49
|area_land_sq_mi=0.49
|area_water_sq_mi=0
|timezone=Central (CST)
|utc_offset=-6
|timezone_DST=CDT
|utc_offset_DST=-5
|elevation_footnotes=
|elevation_m=
|elevation_ft=
| مختصات = 
سنت آنتونی ، شهرستان استیرنز، مینه‌سوتا (به انگلیسی: St. Anthony, Stearns County, Minnesota) یک شهر در ایالات متحده آمریکا است که در مینه‌سوتا واقع شده‌است.

## خصوصیات
سنت آنتونی ۱٫۲۷ کیلومترمربع مساحت و ۸۶ نفر جمعیت دارد.